# Эспиноса, Луисито
Луисито Пио Эспиноса (филипп. Luisito Pio Espinosa; род. 26 июня 1967, Манила) — филиппинский боксёр, представитель легчайшей и полулёгкой весовых категорий. Выступал на профессиональном уровне в период 1984—2005 годов, владел титулами чемпиона мира по версиям Всемирной боксёрской ассоциации (WBA) и Всемирного боксёрского совета (WBC).

## Биография
Луисито Эспиноса родился 26 июня 1967 года в городе Манила, Филиппины.
Дебютировал в боксе на профессиональном уровне в мае 1984 года.
В марте 1988 года вышел на ринг против мексиканца Хуана Хосе Эстрады (31-7) в бою за титул интернационального чемпиона в легчайшей весовой категории по версии Всемирного боксёрского совета (WBC), но проиграл техническим нокаутом в десятом раунде.
Благодаря черед удачных выступлений в 1989 году удостоился права оспорить титул чемпиона мира в легчайшем весе по версии Всемирной боксёрской ассоциации (WBA), который на тот момент принадлежал тайцу Каокору Гэлакси (24-1). Эспиноса отправился в Таиланд и нокаутировал своего соперника в первом же раунде, забрав чемпионский пояс себе.
Полученный титул чемпиона сумел защитить два раза. Лишился его в рамках третьей защиты в октябре 1991 года, проиграв нокаутом венесуэльцу Исраэлю Контрерасу (35-2-1).
В дальнейшем поднялся в полулёгкий вес и выиграл ещё несколько рейтинговых поединков. В августе 1993 года вышел на ринг против мексиканца Алехандро Гонсалеса (27-2) в бою за титул интернационального чемпиона WBC, но оказался в нокауте уже во втором раунде.
В декабре 1995 года завоевал титул чемпиона мира WBC, выиграв единогласным решением судей у мексиканского боксёра Мануэля Медины (51-6).
Достаточно долго удерживал титул чемпиона, в течение трёх лет провёл семь успешных защит, одолев многих сильнейших представителей своего дивизиона. Утратил титул во время восьмой защиты в мае 1999 года, потерпев поражение единогласным судейским решением от мексиканца Сесара Сото (53-7-20).
В 2000 году Эспиноса предпринял попытку вернуть себе титул чемпиона мира WBC в полулёгком весе, ставший к тому времени вакантным, однако уступил техническим решением другому претенденту Гути Эспадасу (31-2).
Последний раз боксировал на профессиональном уровне в феврале 2005 года, когда оказался в нокауте в бою с мексиканцем Кристобалем Крусом (30-7-1) — на этом поражении он принял решение завершить спортивную карьеру. В общей сложности провёл на профи-ринге 60 боёв, из них 47 выиграл (в том числе 26 досрочно) и 13 проиграл.
Впоследствии длительное время проживал в Лос-Анджелесе и Сан-Франциско. Из-за разногласий с менеджерами и промоутерами долгое время не мог получить заработанные в боксе деньги, финансовые трудности вынуждали его трудоустраиваться на низкооплачиваемую работу в США: он подрабатывал мойщиком посуды, подсобным рабочим в магазине, поваром в закусочной, чистильщиком ковров. При этом в разное время пробовал себя и в качестве тренера, участвовал в подготовке бойцов ММА Ника и Нейта Диасов, занимал должность помощника тренера боксёрской команды Университета Сан-Франциско. В конечном счёте покинул США, работал тренером в Гонконге и Китае.